# Rivne
Rovne cuyo nombre en idioma ucraniano es Rivne  (en ucraniano: Рівне; [ˈrɪvnə]ⓘ), es una ciudad de Ucrania, sede administrativa del óblast de Rivne. Está situada a orillas del río Ustia y constituye un importante nudo ferroviario.
En 2020 la ciudad tenía una población de 242 318 habitantes. Dentro de su óblast, es sede de uno de los municipios del raión de Rivne desde la reforma territorial de 2020. Su término municipal incluye como única pedanía al asentamiento de tipo urbano de Kvasýliv, de unos nueve mil habitantes, lo que hace una población municipal total de 254 170 habitantes. Antes de la reforma de 2020, la ciudad formaba por sí sola una ciudad de importancia regional y no formaba parte de su raión pese a ser su centro administrativo.

## Toponimia
Ya a principios del s. XX la ciudad se conocía en español como Rovne.  También se le ha llamado en español Rovno.
A lo largo de su historia se han empleado diversas denominaciones: «Równe», en polaco y«Rowno», en alemán.. Existen varias versiones acerca del origen del nombre de la ciudad; según una de ellas, el nombre proviene por su ubicación en un terreno llano, en ucraniano rívne significa recto; según otra versión, el nombre proviene de la palabra foso, debido a la presencia de acequias en la ciudad.

## Historia

### Edad Media
Rivne fue mencionada por primera vez en 1283 en las crónicas polacas Rocznik kapituły krakowskiej como uno de los lugares habitados del reino de Rutenia cerca del cual Leszek II el Negro venció a un ejército del Gran Ducado. Tras la partición del Reino de Rutenia después de las Guerras de Rutenia, estuvo bajo el gobierno del Gran Ducado de Lituania y en 1434 el Gran Duque de Lituania Švitrigaila otorgó el asentamiento a un noble de Lutsk, Dychko. En 1461, Dychko vendió su asentamiento al príncipe Semen Nesvizh. En 1479, Semen Nesvizh murió y su asentamiento pasó a su esposa María, quien comenzó a llamarse princesa de Rovno (Rivne). Convirtió el asentamiento en una residencia principesca construyendo en 1481 un castillo en una de las islas fluviales locales y logró obtener los derechos de Magdeburgo para el asentamiento en 1492 del rey de Polonia Casimir IV Jagellón. Después de su muerte en 1518, la ciudad pasó a los príncipes de Ostrog y declinó al perder su estatus de residencia principesca. 

### Edad Moderna
En 1566, la ciudad de Rovno se convirtió en parte del Voivodato de Volinia recién establecido. Después de la Unión de Lublin, en 1569, fue transferido del reino del Gran Ducado de Lituania a la Corona de Polonia. La ciudad tenía el estatus de propiedad privada de los nobles (familias Ostrogski y Lubomirski). Después de la segunda partición de Polonia en 1793, Rovno se convirtió en parte del Imperio ruso, y en 1797 fue declarada ciudad a nivel de condado (uyezd) de la gobernación de Volinia.

### Edad Contemporánea
Durante la Primera Guerra Mundial y el período de caos poco después, estuvo brevemente bajo el dominio alemán, ucraniano, bolchevique y polaco. En abril-mayo de 1919, Rivne fue la capital temporal de la República Popular de Ucrania. A finales de abril de 1919 uno de los líderes militares ucranianos, Volodymyr Oskilko, intentó organizar un golpe de Estado contra el directorio y el gabinete de Borys Martos, encabezados por Petliura, y reemplazarlos por Yevhen Petrushevych como presidente de Ucrania. En Rivne, Oskilko logró arrestar a la mayoría de los ministros del gabinete, incluido el propio Martos, pero Petliura en ese momento estaba en la vecina Zdolbúniv y logró detener los esfuerzos de Oskilko. Al concluir el conflicto, de acuerdo con el tratado de Paz de Riga de 1921, pasó a formar parte del voivodato polaco de Volinia, situación que duraría hasta la Segunda Guerra Mundial.
En 1939, como resultado del Pacto Ribbentrop-Mólotov y la partición de Polonia, Rivne fue transferida a la Unión Soviética. A partir de diciembre del mismo año, Rivne se convirtió en el centro del recién establecido óblast de Rivne, dentro de la República Socialista Soviética de Ucrania.
Tras la invasión alemana de la URSS, el 28 de junio de 1941 Rivne fue capturada por el 6.º Ejército alemán. Unas semanas después, el 20 de agosto, la Alemania nazi convirtió a Rowno en el centro administrativo del Reichskommissariat Ukraine. Se creó una prisión para la Gestapo en la calle Belaia. En ese momento, aproximadamente la mitad de los habitantes de Rowno eran judíos; de estos, unos 23 000 fueron llevados a un pinar en Sosenki y asesinados entre el 6 y el 8 de noviembre. En el mismo período, el conocido actor alemán Olaf Bach fue trasladado a la ciudad para actuar para las fuerzas alemanas, para mantener la moral y apoyar las tropas. Permaneció en Rowno del 8 al 13 de noviembre. Se estableció un gueto para los 5000 judíos restantes. En julio de 1942 su población fue enviada a 70 kilómetros al norte de Kostopil, donde fueron asesinados; el gueto fue posteriormente suprimido. El 2 de febrero de 1944 el Ejército Rojo retomó el control de la ciudad durante la denominada batalla de Rovno, volviendo a depender nuevamente de la Unión Soviética.
De acuerdo con las reglas de la ortografía ucraniana, el 11 de junio de 1991 el parlamento de la RSS de Ucrania cambió el nombre de la ciudad a Rivne, que hasta entonces había sido conocida como Rovno. Con la disolución de la Unión Soviética, acontecido en ese mismo año, la ciudad pasó a depender de la Ucrania independiente.

## Geografía

### Clima
De acuerdo con los datos a continuación y con los criterios de la clasificación de Köppen, Rivne presenta un clima continental de tipo Dfb.
| Parámetros climáticos promedio de Rivne (1959-2011) | Parámetros climáticos promedio de Rivne (1959-2011) | Parámetros climáticos promedio de Rivne (1959-2011) | Parámetros climáticos promedio de Rivne (1959-2011) | Parámetros climáticos promedio de Rivne (1959-2011) | Parámetros climáticos promedio de Rivne (1959-2011) | Parámetros climáticos promedio de Rivne (1959-2011) | Parámetros climáticos promedio de Rivne (1959-2011) | Parámetros climáticos promedio de Rivne (1959-2011) | Parámetros climáticos promedio de Rivne (1959-2011) | Parámetros climáticos promedio de Rivne (1959-2011) | Parámetros climáticos promedio de Rivne (1959-2011) | Parámetros climáticos promedio de Rivne (1959-2011) | Parámetros climáticos promedio de Rivne (1959-2011) |
| Mes                                                 | Ene.                                                | Feb.                                                | Mar.                                                | Abr.                                                | May.                                                | Jun.                                                | Jul.                                                | Ago.                                                | Sep.                                                | Oct.                                                | Nov.                                                | Dic.                                                | Anual                                               |
| --------------------------------------------------- | --------------------------------------------------- | --------------------------------------------------- | --------------------------------------------------- | --------------------------------------------------- | --------------------------------------------------- | --------------------------------------------------- | --------------------------------------------------- | --------------------------------------------------- | --------------------------------------------------- | --------------------------------------------------- | --------------------------------------------------- | --------------------------------------------------- | --------------------------------------------------- |
| Temp. máx. abs. (°C)                                | 11.2                                                | 16.7                                                | 23.0                                                | 26.2                                                | 33.0                                                | 32.6                                                | 34.4                                                | 35.2                                                | 33.1                                                | 25.8                                                | 21.0                                                | 14.3                                                | 35.2                                                |
| Temp. máx. media (°C)                               | -1.3                                                | -0.2                                                | 5.3                                                 | 13.2                                                | 19.5                                                | 22.1                                                | 23.9                                                | 23.5                                                | 18.2                                                | 12.0                                                | 4.9                                                 | 0.1                                                 | 11.8                                                |
| Temp. media (°C)                                    | -3.7                                                | -3.1                                                | 1.3                                                 | 8.2                                                 | 14.2                                                | 17.0                                                | 18.6                                                | 17.9                                                | 13.2                                                | 7.8                                                 | 2.1                                                 | -2.0                                                | 7.7                                                 |
| Temp. mín. media (°C)                               | -6.5                                                | -6.2                                                | -2.4                                                | 3.2                                                 | 8.4                                                 | 11.5                                                | 13.2                                                | 12.3                                                | 8.3                                                 | 3.7                                                 | -0.6                                                | -4.6                                                | 3.4                                                 |
| Temp. mín. abs. (°C)                                | -34.5                                               | -27.0                                               | -25.5                                               | -11.5                                               | -3.3                                                | 1.0                                                 | 5.7                                                 | 0.1                                                 | -3.5                                                | -10.0                                               | -19.0                                               | -24.8                                               | -34.5                                               |
| Precipitación total (mm)                            | 22.4                                                | 30.5                                                | 24.3                                                | 39.0                                                | 68.4                                                | 98.3                                                | 96.1                                                | 52.3                                                | 56.5                                                | 40.9                                                | 33.4                                                | 36.2                                                | 598.3                                               |
| Días de precipitaciones (≥ 1 mm)                    | 21.2                                                | 19.5                                                | 16.9                                                | 12.5                                                | 10.1                                                | 11.2                                                | 10.4                                                | 8.2                                                 | 10.4                                                | 12.1                                                | 14.6                                                | 21.2                                                | 168.3                                               |
| Humedad relativa (%)                                | 87.4                                                | 85.3                                                | 79.0                                                | 66.7                                                | 67.1                                                | 72.0                                                | 74.5                                                | 73.2                                                | 77.1                                                | 81.2                                                | 87.6                                                | 89.0                                                | 78.3                                                |
| Fuente: Climatebase.ru                              |                                                     |                                                     |                                                     |                                                     |                                                     |                                                     |                                                     |                                                     |                                                     |                                                     |                                                     |                                                     |                                                     |

## Demografía
| 1897    | 1904    | 1920    | 1926    | 1939    | 1943    |
| ------- | ------- | ------- | ------- | ------- | ------- |
| 24 900  | 30 300  | 23 700  | 30 500  | 43 000  | 17 531  |
| 1959    | 1970    | 1979    | 1989    | 2001    | 2005    |
| 57 000  | 116 000 | 178 956 | 227 925 | 248 813 | 247 870 |
| 2011    | 2013    | 2015    | 2017    | 2018    | 2019    |
| 249 840 | 250 333 | 249 639 | 247 356 | 246 574 | 246 535 |

| Ucranianos | Rusos | Otros |
| ---------- | ----- | ----- |
| 91 %       | 7 %   | ~ 2 % |

Según una encuesta realizada por el Instituto Republicano Internacional en abril-mayo de 2023, el 96 % de la población de la ciudad hablaba ucraniano en casa, y el 3 % hablaba ruso.

## Infraestructura

### Economía
Durante la época soviética, la ciudad de provincias se transformó en un centro industrial de la república y se construyeron dos fábricas importantes; la primera una fábrica de construcción de maquinaria y procesamiento de metales capaz de producir aparatos de alto voltaje, repuestos para tractores y otros, el otro una fábrica de productos químicos y una planta de fabricación de materiales sintéticos. También se ha desarrollado la industria ligera, que incluye una planta de lino y una fábrica textil, así como industrias alimentarias, incluidas plantas de procesamiento de leche y carne, una planta de conservación de verduras y además un centro de producción de muebles y otros materiales de construcción.

### Turismo
Como importante centro cultural, Rivne alberga una universidad de humanidades y una de hidroingeniería, una facultad del Instituto Estatal de Cultura de Kiev, médica y musical, construcción de automóviles, comercial, textil, agrícola y colegios politécnicos cooperativos. La ciudad tiene un museo histórico.
Tras la caída de la Unión Soviética, se retiró el monumento al héroe soviético D.N. Medvedev y el monumento a N.I. Kuznetsov se trasladó a otro lugar dentro de la ciudad. En cambio, para reflejar la controvertida historia de la región, se instalaron los monumentos de «Personas que murieron en honor de Ucrania» y «Soldados que murieron en batallas militares locales».

### Educación
La ciudad cuenta con 23 instituciones académicas:
- Universidad Nacional de Gestión del Agua y Ciencias Ambientales
- Universidad Internacional de Economía y Humanidades Stepán Demyanchuk
- Universidad Estatal de Rivne de Humanidades
- Instituto Rivne de la Universidad Ucrania
- Instituto Rivne de Estudios Eslavos de la Universidad Eslava de Kiev
- Instituto Rivne de la Universidad de Derecho de Kiev
- Instituto Regional Rivne de Educación Pedagógica de Posgrado
- Centro regional de creatividad científica y técnica de jóvenes estudiantes
- Seminario Teológico de Rivne
- Escuela vocacional superior 1
- Colegio Agrario Estatal de Rivne
- Instituto de Economía, Humanidades e Ingeniería.
- Instituto de Economía y Derecho.
- Liceo Económico y Jurídico de Rivne
- Gimnasio Humanitario Rivne
- NVK «PAPEL»
- NVK n.º 2 «Lyceum»
- Liceo de Ciencias Naturales y Matemáticas «Elitar»
- Academia Médica de Rivne
- Instituto de Economía y ADE
- Rivne Motor Transport College de la Universidad Nacional de Gestión del Agua y Gestión de la Naturaleza
- Facultad de Tecnología y Diseño de Rivne
- Colegio Técnico de la Universidad Nacional de Gestión del Agua y Ciencias Ambientales

### Transporte

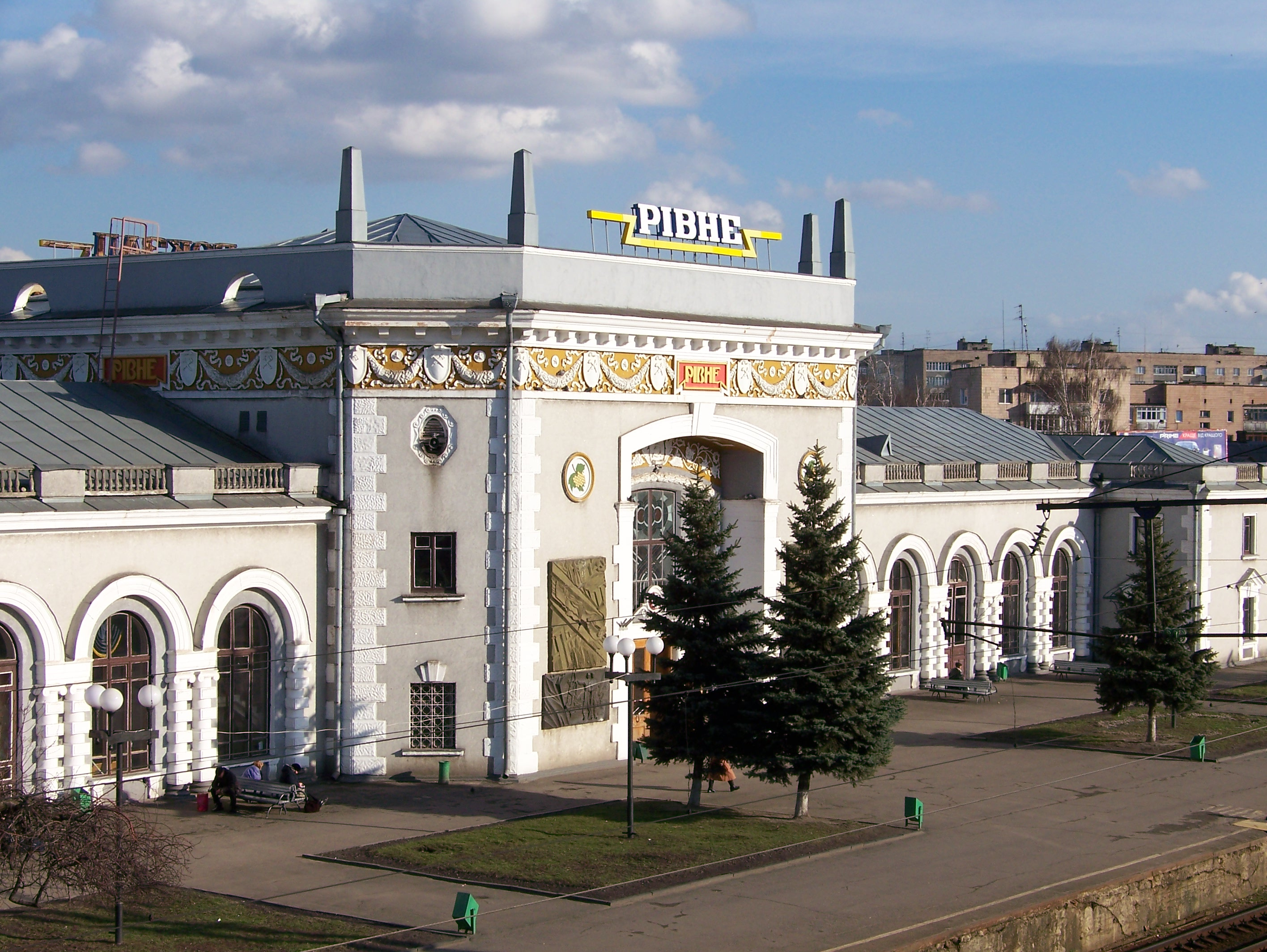
Estación de tren de Rivne.

El trolebús de Rivne se inauguró el 24 de diciembre de 1974. Ahora hay 12 rutas y 78 coches en la flota de trolebuses. En 2011, 27 371 personas fueron transportadas por los trolebuses de la ciudad, un 8 % menos que en 2010, cuando se transportaron 29 761 pasajeros. El primer autobús de dos pisos se compró en diciembre de 2016.  En enero de 2020, la ciudad lanzó los primeros 5 autobuses ecológicos (capacidad para 84 personas).
El servicio de autobús lo proporcionan las estaciones de autobuses de Rivne y Chaika (principalmente en la dirección de Sarny). El aeropuerto de la ciudad se encuentra a una distancia de 8 km del centro de Rivne, casi dentro de los límites de la ciudad. Hay autopistas (incluida la E40) cerca del aeropuerto, que proporcionan un fácil acceso a la estación de tren, la estación de autobuses y el centro de la ciudad en minutos.
Rivne es una estación de trenes de pasajeros y mercancías, que está subordinada a la Dirección de Rivne del Ferrocarril de Leópolis y se inauguró el 23 de julio de 1873. La estación de Rivne se encuentra en la línea Zdolbúniv-Kóvel. Todos los trenes de larga distancia que pasan por él y los trenes suburbanos paran en la estación. Los trenes eléctricos regionales de Kiev y Leópolis y el tren de locomotoras regional Kóvel-Ternópil (vía Lutsk, Zdolbúniv - Krasne) también llegan a la estación.

## Cultura

### Museos y monumentos
- Monumento al 25 aniversario de la liberación de Rivne de los fascistas, autopista Mlynivs'ke
- Monumento a las víctimas del fascismo, plaza de la calle Bila (1968, por A.I. Pirozhenko y B.V. Rychkov, arquitecto-V.M. Gerasimenko)
- Monumento al 30 aniversario de la liberación de Ucrania de la ocupación fascista alemana, calle Soborna
- Héroe de la Guerra Civil — M.M. Bohomolov, Plaza de la calle Pershoho Travnja
- Busto en la tumba del partisano M. Strutyns'ka y relieve en la tumba de los ciudadanos S. Yelentsia y S. Kotiyevs'koho, calle Kniazia Volodymyra, cementerio de Hrabnyk
- Monumento a los fallecidos de Ucrania, Magdeburz'koho Prava Plaza
- Tumba Comunal de los Guerreros, Calle Soborna
- Monumento a la gloria de los guerreros, calle Dubens'ka, cementerio militar de Rivne
- Monumento de la gloria eterna, calle Kyivs'ka
- Busto de Olenko Dundych, T.H. Parque Shevchenko
- Monumento a Taras Shevchenko, T.G. Parque Shevchenko; Estatua en la plaza Nezalezhnosti
- Monumento a la gloria de los guerreros, calle Dubens'ka, cementerio militar de Rivne (1975, por M.L. Farina, arquitecto N.A. Dolgansky)
- Monumento al guerrero y al partisano, Peremohy Plaza (1948 de I.Ya. Matveenko)
- Monumento al Coronel Klym Savura, Comandante del Ejército Popular de Ucrania, Calle Soborna
- Monumento a Symon Petliura, calle Symon Petliura
- Monumento a N.I. Kuznetsov (bronce y granito, 1961 de V.P. Vinaikin)
- Monumento a las Víctimas Judías del Holocausto - Fosa común (ca. 1991) [11]
- Monumento a las víctimas del desastre de Chernobyl, calle Simon Petliura
- Estatua y plaza dedicada a Maria Rivnens'ka, calle Soborna

### Arquitectura
- Iglesia de la Asunción (1756)
- Catedral de la Intercesión (2001)
- Catedral de la Ascensión (1890)
- Un edificio de gimnasio de estilo clasicista (1839)
- Durante la época soviética, el centro de la ciudad desde la calle Lenin hasta la Avenida de la Paz (1963 arquitectos R.D. Vais y O.I. Filipchuk) fue completamente reconstruido con edificios Administrativos y Públicos en estilo neoclásico y estalinista.

### Deporte
Los principales equipos de distintos de deportes en Rivne son: fútbol: FC Veres; fútbol sala: IFC Cardinal-Rivne; baloncesto: BC Rivne; voleibol: Regina-MEGU; rugby: RK Rivne; béisbol: Western Fire; hockey: HC Favorite.
El Campeonato Mundial de Drafts se celebró en Rivne del 4 al 18 de septiembre de 2011, entre 100 mujeres. En la competición participaron atletas de Ucrania, Rusia, Holanda, Bielorrusia, Letonia, China, Lituania, Polonia, Estados Unidos y Uzbekistán. La especificidad del concurso fue que los participantes jugaron con damas electrónicas modernas, lo que permitió retransmitir el concurso en línea.
En 1997 Rivne fue sede del Campeonato Mundial de Drafts-64 entre hombres.

## Ciudades hermanadas
- Piotrków Trybunalski
- Zabrze
- Zvolen
- Vidin
- Sievierodonetsk
- Distrito de Radomsko
- Lublin
- Kobuleti
- Gdansk
- Mónaco

## Personajes ilustres de Rivne
Personas destacadas a lo largo de la historia con relación con Rivne:
| Nombre             | Descripción           |
| ------------------ | --------------------- |
| Yaroslav Evdokimov | Cantante barítono.    |
| Serguéi Lischuk    | Jugador de baloncesto |
| Serhi Honchar      | Ciclista              |
| Oksana Markova     | Ministra de finanzas  |